# 이진환 (배우)
이진환(1979년 6월 11일 ~ )은 대한민국의 희극 배우이자 영화 배우이다.

## 학력
- 천안북일고등학교

## 출연작

### 방송
- 와우! 동물천하 (MBC)
- 코미디하우스 (MBC)
- TV방자전 (채널CGV)

### 영화
- 불후의 명작 (2000년) 촬영부
- 마고 (2002년) 촬영부
- 최후의 만찬 (2003년) - 부처 역
- B형 남자친구 (2005년) (우정출연)
- 내 아내를 팝니다 (2014년)